# 조선민주주의인민공화국 3부류축구련맹전
조선민주주의인민공화국 3부류축구련맹전은 조선민주주의인민공화국 축구 리그 중 3부 리그에 해당하는 리그이다.
2부리그와 3부리그 사이의 승강제는 실시하지 않는다.

## 역사
정확히 언제 3부리그가 창설되었는지는 알려져 있지 않다. 국내 1990년도 신문 기사에 3부리그가 존재하고 승강제가 실시되었다는 기사가 존재한다.

## 구단
16팀이 있으나, 알려지지 않았다.